# 钩鼻龙属
钩鼻龍（屬名：Gryposaurus，古希臘語意為「鷹鈎鼻的蜥蜴」，曾誤譯作拉丁語的「獅鷲蜥蜴」，而有格里芬龍、怪獸龍等別譯）是一屬鴨嘴龍科恐龍，生存於晚白堊世（桑托階至坎帕階，約8000萬至7500萬年前）的北美洲。已知物種來自加拿大亞伯達省的恐龍公園層、美國蒙大拿州的雙麥迪遜層、猶他州的凱帕羅韋茨層；而德克薩斯州哈維里納層發現額外的可能物種也許將本屬的生存年代延長至馬斯垂克階（約6600萬年前）。
鉤鼻龍類似分離龍，兩者長年被視為異名。鉤鼻龍的化石有許多頭骨、一些顱後骨骼、甚至還保存了皮膚印痕，從中觀察到其沿背部中線生長著向外突出的錐形鱗片。鉤鼻龍以狹窄拱起的鼻樑而在鴨嘴龍科獨樹一幟，有時被比喻為鷹鉤鼻，可能當作物種辨識、性徵、或種內競爭的武器。鉤鼻龍是種大型植食性恐龍，可雙足或四足行走，身長約8公尺。推測偏好河流棲地。

## 發現史

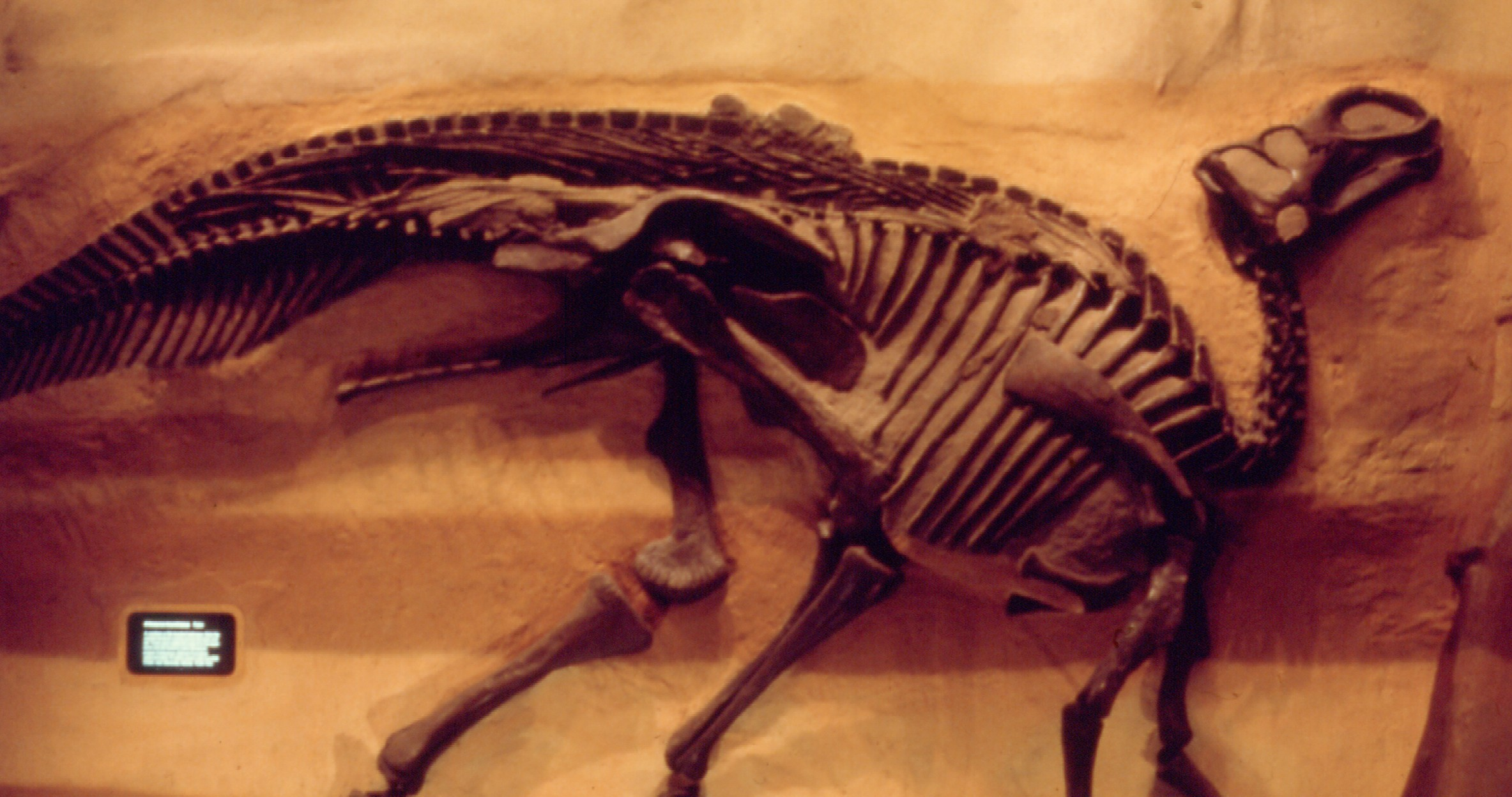
獨特鉤鼻龍（G. notabilis）的骨架，於1918年採集，原歸入內彎手鉤鼻龍（G. incurvimanus）

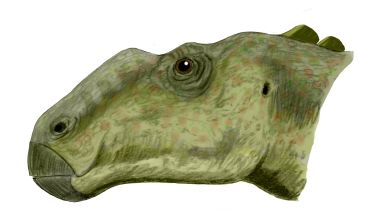
獨特钩鼻龍的頭部重建圖

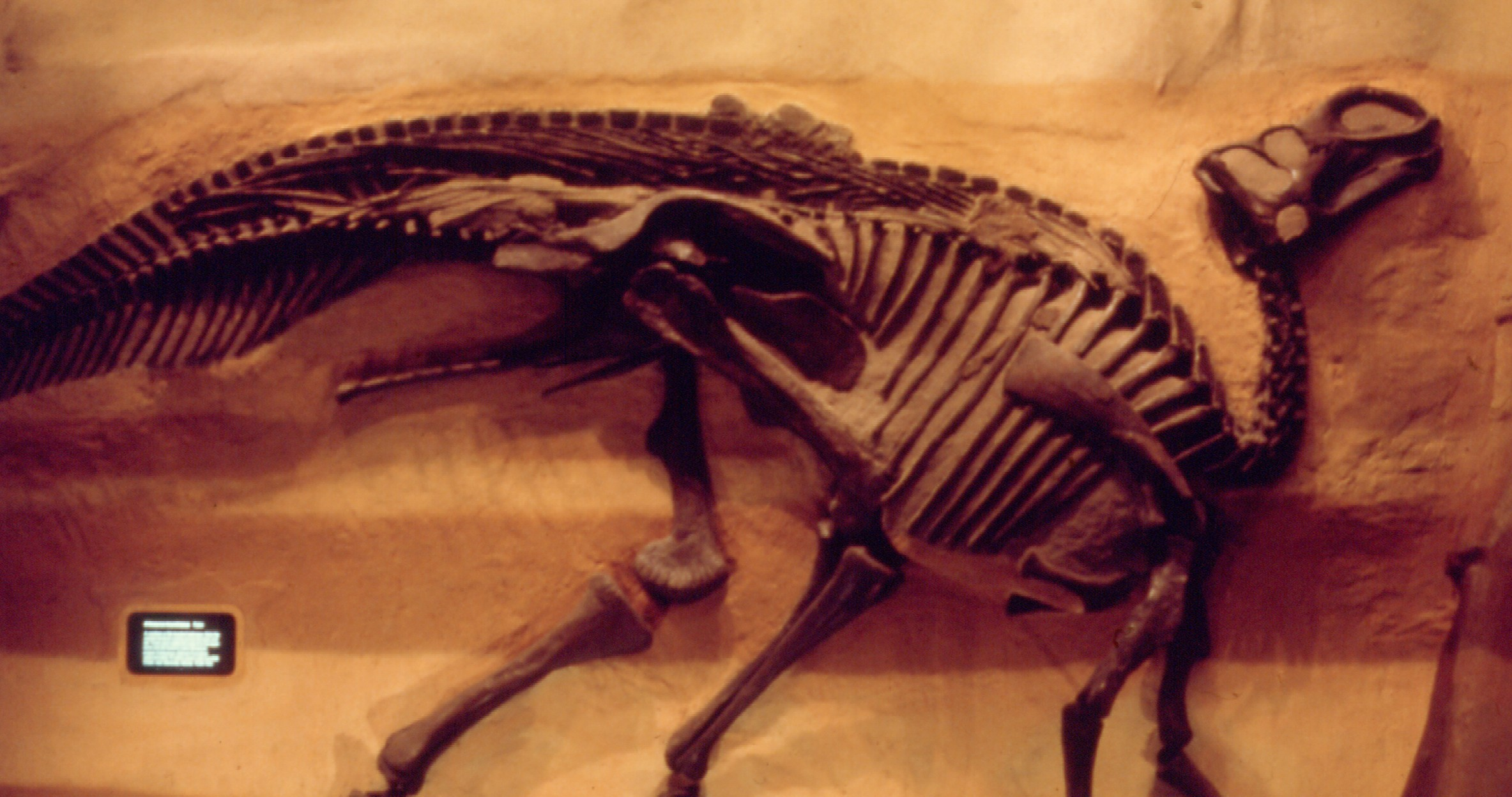
內彎手钩鼻龍的標本，發現於1918年。目前被標名為獨特钩鼻龍

钩鼻龍的正模標本（編號NMC 2278）是一個頭骨和部分骨骼，於1913年由喬治·斯騰伯格（George F. Sternberg）於1913年在亞伯達省沿紅鹿河附近所採集，相當於今日所認知的恐龍公園層。不久後，勞倫斯·賴博（Lawrence Lambe）描述並命名此標本，他注意到其不尋常的鼻冠結構，而以此為名。早些年時巴納姆·布朗（Barnum Brown）在新墨西哥州發現一具部分頭骨並命名為分離龍，該頭骨吻部受侵蝕成碎片而缺失；布朗參考連接埃德蒙頓龍（當時稱大鴨龍）的平坦頭部來對之進行重建，並認為某些看似異常的殘片是壓縮變形的結果。賴博的钩鼻龍研究提供另一種頭部形態的證據，到了1916年分離龍的頭骨復原才變成同樣有鼻拱的樣子，甚至布朗及查爾斯·惠尼·吉爾摩（Charles Whitney Gilmore）都提出钩鼻龍及分離龍其實是同一物種。該論點得到後來某些學者的支持，如威廉·帕克斯於1919年將恐龍公園層發現的近乎完整骨骼命名為內彎手分離龍（Kritosaurus incurvimanus），而非內彎手鉤鼻龍（Gryposaurus incurvimanus），不過他仍視獨特鉤鼻龍為個別物種。然而不幸的是內彎手種的正模標本同樣遺失了頭骨前半部，無法觀察其鼻拱的完整形貌，使得內彎手種和獨特種依然難以進行直接比較。1942年李察·史旺·盧爾和萊特發表了頗具影響力的鴨嘴龍類專著，當中視钩鼻龍和分離龍為同一屬，此後被沿用長達50多年，主要得益者為先命名的分離龍。不過到了1990年代情況發生了變化，納瓦霍分離龍本身有限的化石難以和其他鴨嘴龍科進行比較而遭質疑。至此钩鼻龍再次與分離龍分家，至少至今仍維持獨立屬。

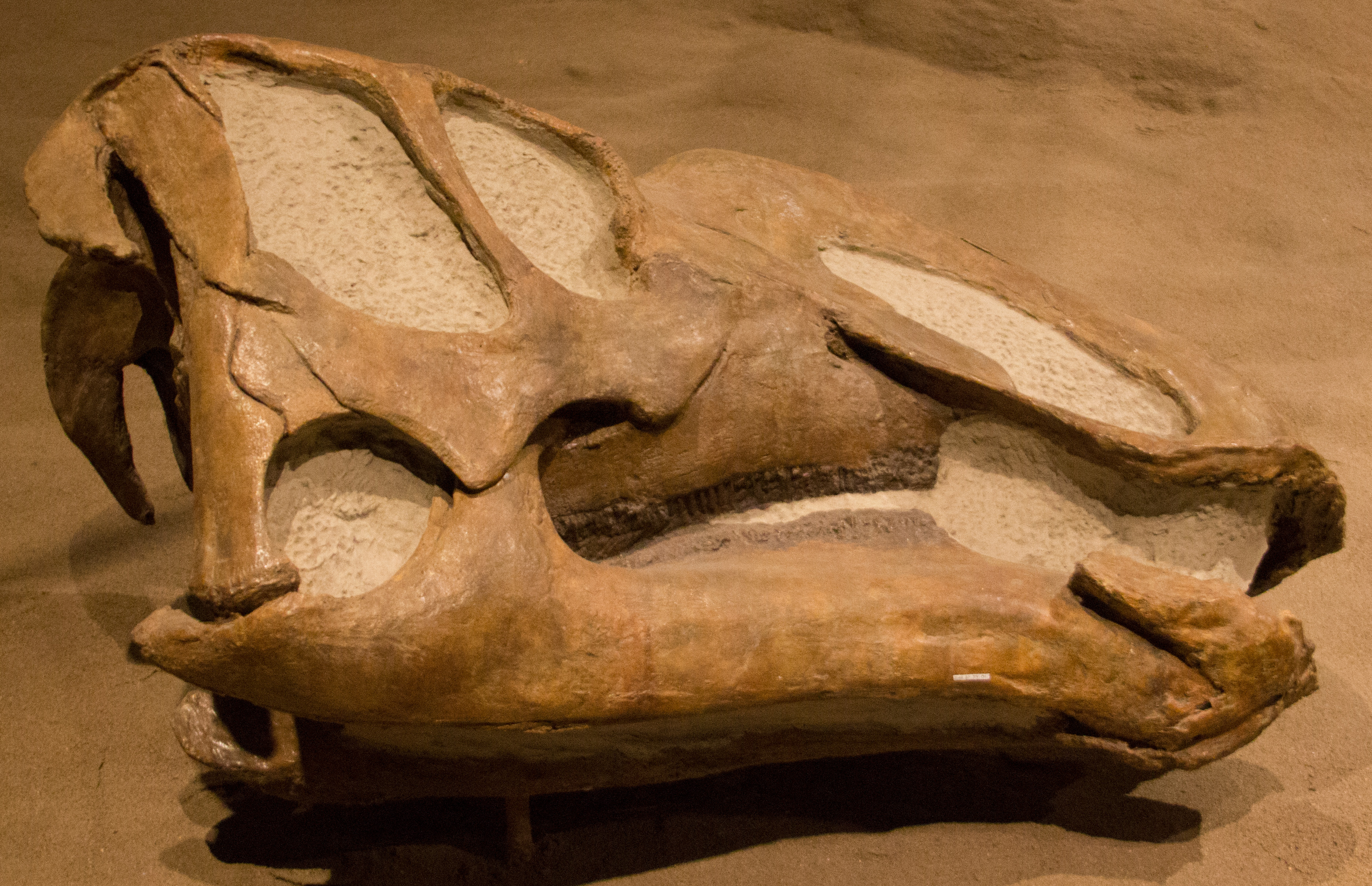
頭骨，展示於皇家泰勒爾博物館

包括傑克·霍納（Jack Horner）在內的一些學者，甚至提出鴨嘴龍跟钩鼻龍或分離龍是相同物種，使其分類情況更加混亂。這種想法在1970年代末至1980年代初最為普遍，且被某些知名書籍所採用；其中著名的《恐龍插畫百科全書》（The Illustrated Encyclopedia of Dinosaurs）將钩鼻龍的加拿大標本稱為分離龍，又將內彎手分離龍的化石照片稱為鴨嘴龍。雖然霍納於1979年將蒙大拿州熊掌層的部分頭骨及骨骼、跟另一個較不完整的骨骼（後來文獻再也找不到相關提及）一起列為獨特鴨嘴龍（Hadrosaurus notabilis）；但他於1990年改變了立場，久違地將钩鼻龍之名再次使用於文獻上。現今觀點認為鴨嘴龍（雖然只有碎片化石）與钩鼻龍能從肱骨及腸骨的差異區別開來。
進一步的研究發現钩鼻龍的第三個物種，寬齒钩鼻龍（G. latidens），是發現於蒙大拿州的岩層中發現，年代略早於艾伯塔省的化石。這個標本是由美國自然歷史博物館於1916年所挖掘的，是一個個體的兩個骨骼部分，在骨床中也發現寬齒钩鼻龍的化石。霍納在描述這個物種時，認為牠是較不衍化的種。

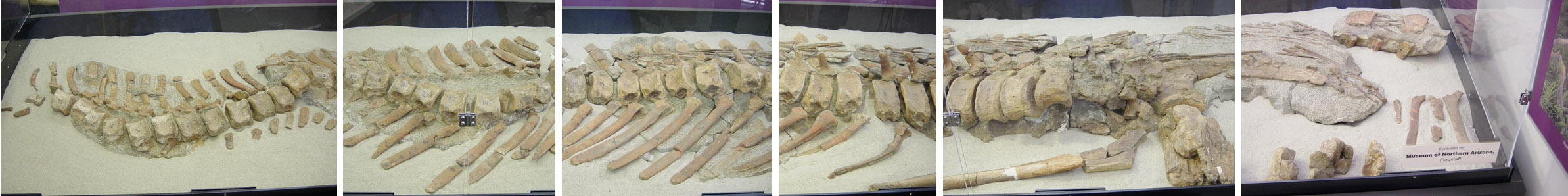
猶他州大階梯艾斯可蘭特國家紀念區發現的紀念區钩鼻龍標本，是個幼年個體

近年在猶他州大階梯艾斯可蘭特國家紀念區的凱帕羅維茲組發現的新化石，包含一個顱骨與部分骨骸，被命名為第四個種，紀念區钩鼻龍（G. monumentensis）。牠們的顱骨較其他種粗壯，前齒骨的喙嘴基部上緣有加長的分叉。紀念區钩鼻龍使得格里芬龍的地理分布更為廣泛，該地區可能還有另一個體型較小物種。凱帕羅維茲組還發現了其他格里芬龍的化石，例如頭蓋骨與顱後部份，而且體型較其他地區的钩鼻龍還大。

### 物種
格里芬龍現今已知有三個物種：模式種獨特钩鼻龍（G. notabilis）、寬齒钩鼻龍（G. latidens）、紀念區钩鼻龍（G. monumentensis）。模式種是獨特钩鼻龍，化石發現於加拿大艾伯塔省的恐龍公園組，地質年代為上白堊統坎帕階。內彎手钩鼻龍的化石也發現於恐龍公園組，兩者的鼻拱大小不同，獨特钩鼻龍的鼻拱較大及接近眼睛；前臂形式亦有所不同，內彎手钩鼻龍的前臂較大及長。獨特钩鼻龍的化石有10組完整的頭顱骨及12組頭顱骨碎片連顱後骨，而內彎手钩鼻龍的化石是兩組連頭顱骨的骨骼。2005年的研究認為，內彎手钩鼻龍其實是獨特钩鼻龍的一個變異個體。根據2010年的研究，內彎手钩鼻龍被認為是獨特钩鼻龍的異名。
寬齒钩鼻龍的化石發現於美國蒙大拿州希爾縣的雙屋組，包含幾個個體的部分頭顱骨及骨骼。牠的鼻拱就如獨特钩鼻龍般明顯，但位置更接近鼻端；牙齒較不衍化，仍保有禽龍類的特徵。Hadrosauravus是一個早期及不使用的名字:64，現被認為是無資格名稱。紀念區钩鼻龍（G. monumentensis）發現於猶他州，包含一個顱骨與部分骨骸。
一些從艾伯塔省發現的零散化石，稱為緣邊糙齒龍（Trachodon marginatus），有時根據小貴族龍等於钩鼻龍的假設，而被包括在小貴族龍中。這個物種可能與獨特钩鼻龍是相同的物種，但在最新的評估中，沒有採用這個歸類。
在美國亞利桑那州立大學國際物種勘測協會（International Institute for Species Exploration）公佈的2007年度10大新發現物種裡，紀念區钩鼻龍被列名為第二名。

## 介紹
钩鼻龍的體型與外型，是典型的鴨嘴龍科動物。最完整的其中一個標本，是在泰瑞爾古生物博物館展覽的獨特钩鼻龍（G. notabilis，之前被標名為內彎手钩鼻龍）模式標本，長約8.2米。這個標本也有保存狀況最好的皮膚痕跡，顯示了钩鼻龍有着數種不同形狀的鱗片，如在身體兩側及尾巴有長3.8厘米、呈錐形、具稜脊、帽貝狀的鱗甲，在頸部及身體兩側呈正多邊形的鱗片，沿上背部中線呈錐形而四邊扁平的鱗片。
钩鼻龍的四個已知物種，在頭顱骨及下頜有些微的差異。牠的明顯鼻拱是由一對鼻骨組成。這個鼻拱在眼睛前形成一個圓丘，鼻拱的高度與背部的最高點相當。由於牠的骨骼提供了豐富的資料，使科學家在研究其他的鴨嘴龍科時有更多有用的參考。

## 分類
钩鼻龍屬於鴨嘴龍亞科，這是鴨嘴龍科中沒有頭冠的亞科。而有鼻拱的鴨嘴龍類有時被稱為钩鼻龍，如南方小貴族龍及發現於義大利的里雅斯特的特提斯鴨嘴龍（Tethyshadros）。傑克·霍納（Jack Horner）為了提升鴨嘴龍亞科至科的層面，建立了一個新的亞科：钩鼻龍亞科（Gryposaurinae），但卻沒有被引用。钩鼻龍與其他鴨嘴龍科的關係並不明確，因為牠與小貴族龍的關係仍未有定案。直至目前為止，已知牠們之間的分別就只有發現的地點（钩鼻龍在艾伯塔省及蒙大拿州，而小貴族龍在新墨西哥州），及年代（小貴族龍較钩鼻龍年輕）。另外，小貴族龍的頭顱骨在眼睛前端完全遺失，因此所得的資料並不完整，而其餘的部分則很像钩鼻龍。

## 古生物學

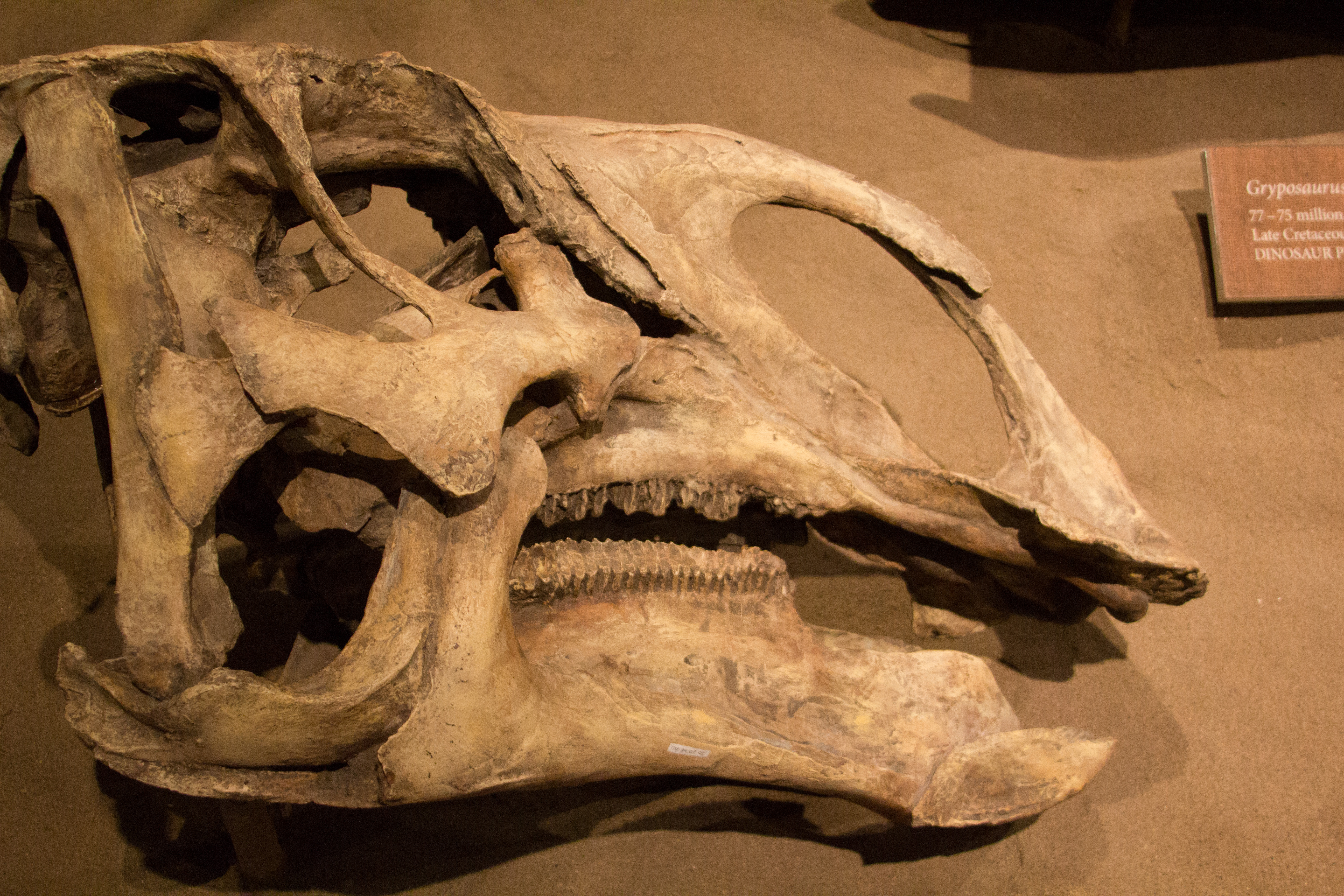
钩鼻龍的頭顱骨，皇家泰勒爾博物館

钩鼻龍是草食性恐龍，可以採雙足或四足方式行走，以多種的植物為食。牠的頭顱骨有特別關節，可以做出類似咀嚼的磨碾動作，牠的牙齒會持續的替換，且保有達超過幾百顆牙齒，但只有少量是會持續使用的。牠會用寬的喙嘴來咬斷植物，並將食物送入嘴部兩旁的頰部。牠的進食範圍約為由地面至約四米高度的植物。
就像其他恐龍公園組的鳥臀目恐龍，钩鼻龍似乎只存在於該岩層的最上層。該這個地區逐漸被海洋覆蓋時，也逐漸形成沉積層。钩鼻龍不出現在有原蜥冠龍地層的上層。其他在下層的恐龍包括有尖角龍及冠龍。鉤鼻龍可能生存於有河流的環境。

### 鼻拱
钩鼻龍的鼻拱可能有多種的社交功能，如性徵、物種特徵、或社會地位等。它可能是在物種內打鬥時用來互推及互牴，或是膨胀來製造視覺或聽覺的訊號。一些標本的鼻拱頂端很粗糙，顯示它是被厚的角質皮膚覆蓋，或是由軟骨覆蓋。

## 延伸閱讀
- 鴨嘴龍類研究史（英语：Timeline of hadrosaur research）